# Sacro Cuore di Cristo Re (diaconia)
Sacro Cuore di Cristo Re (in latino: Diaconia Sacratissimi Cordis Christi Regis) è una diaconia istituita da papa Paolo VI il 5 febbraio 1965 con la costituzione apostolica Sacrum Cardinalium Collegium.
La diaconia insiste sulla basilica del Sacro Cuore di Cristo Re nel quartiere Della Vittoria.
L'attuale titolare è il cardinale Stanisław Ryłko, arciprete della basilica di Santa Maria Maggiore.

## Titolari
- Dino Staffa, titolo pro illa vice (29 giugno 1967 - 24 maggio 1976 nominato cardinale presbitero di Santa Maria sopra Minerva)
- Bernardin Gantin (27 giugno 1977 - 29 settembre 1986 nominato cardinale vescovo di Palestrina)[1]
- Jacques-Paul Martin (28 giugno 1988 - 27 settembre 1992 deceduto)
- Carlo Furno (26 novembre 1994 - 10 maggio 2006 nominato cardinale presbitero di Sant'Onofrio)[2]
- Stanisław Ryłko, dal 24 novembre 2007[3]